# Hadrodemus m-flavum
Hadrodemus m-flavum is een wants uit de familie van de blindwantsen (Miridae). De soort werd het eerst wetenschappelijk beschreven door Johann August Ephraim Goeze in 1778.

## Uiterlijk
De ovale blindwants is macropteer en kan 7 tot 8 mm lang worden. De antennes zijn volledig zwart, net als de kop, het scutellum. Het halsschild is ook zwart en heeft drie gele of oranje strepen in de lengte en een gele ring om de hals. Het gebied rond het scutellum is geel of oranje net als de zijrand van de verder zwarte vleugels. Het uiteinde van het hoornachtige gedeelte van de vleugels (cuneus) is ook oranjegeel. Het doorzichtige deel van de vleugels is zwart met oranje aders. De pootjes hebben een bruinrode kleur.

## Leefwijze
De soort kent een enkele generatie per jaar en overwintert als eitje. Volwassen wantsen worden gevonden op diverse planten maar voornamelijk op kleinbloemige salie (Salvia verbenaca) en veldsalie (Salvia pratensis) op warme plekken met kalkrijke bodem van mei tot augustus.

## Leefgebied
De soort komt voor in Europa. De wants is zeer zeldzaam in Nederland; de laatste waarnemingen zijn uit 1950. In België wordt de soort wel regelmatig waargenomen.  